# طلال أبو عفيفة
طلال عبد الجبار إسماعيل أبو عفيفة شخصية فلسطينية من مواليد مدينة القدس عام 1953، نال درجة البكالوريوس في الحقوق من جامعة بيروت العربية عام 1978، وحصل على إجازة المحاماة من نقابة المحامين الأردنيين عام 1991.

## التاريخ
- درس المرحلة الأساسية في مدارس مدينة القدس، والثانوية في المدرسة الهاشمية في مدينة البيرة.
- عمل موظفاً في وزارة العدل في الإمارات بين عامي (1978-1979).
- عمل صحفياً في صحيفة الفجر المقدسية بين عامي (1980-1993).
- عمل مديراً عاماً في وزارة الشباب والرياضة بين عامي (1994 – 1996).
- مستشاراً قانونياً لوزارة الشباب منذ عام 1996 إلى أن تقاعد عام 2005.[4]

## الانتماء
- انتمى طلال أبو عفيفة لحركة فتح عام 1972، ونشط في تخطيط وتنفيذ فعالياتها الوطنية.
- أسس الإتحاد العام للجان الشبيبة للعمل الاجتماعي في الأرض المحتلة ورئيسه بين عامي (1981-1985). مسؤول حركة فتح في القدس بين عامي (1985-1988).
- عضو اللجنة الحركية العليا لحركة فتح في الضفة الغربية بين عامي (1991-1996).
- عضو مكتب التعبئة والتنظيم بين عامي (1996-2009).
- عضو محكمة حركية في حركة فتح بين (2010-2016).  ترشح في الانتخابات التشريعية عام 2006، لكنه لم يفز.[5]

## فصله من حركة فتح
- تم فصله من الحركة بسبب ترشحه للانتخابات بشكل مستقل، وتحول قرار الفصل لاحقا إلى تجميد لمدة خمسة عشر شهرا.
- ممن كتبوا تأييدا لمشروع التسوية وهو داخل سجن شطة، حيث كتب مقالا عام 1989 ونشر في صحيفة الفجر.
- شارك في مؤتمر مدريد للسلام عام 1991 ضمن اللجان الإستشارية المساندة للوفد الفلسطيني المفاوض.[6]

## عضوية نقابة المحامين
- أصبح أبو عفيفة عضواً في نقابة المحامين الأردنيين منذ عام 1982
- عضواً في نقابة المحامين الفلسطينيين منذ عام 2006. عضواً في الأمانة العامة للإتحاد العام للكُتَّاب والأدباء الفلسطينيين، وعضوا في هيئة المتقاعدين المدنيين الفلسطينيين.

## النشاط
- شارك في عشرات المؤتمرات الشبابية والثقافية في الضفة الغربية وقطاع غزة والخارج.
- نشط على المستويين الثقافي والإجتماعي.
- كان رئيسا لفرقة مسرح الفرافير الفلسطيني بين عامي (1974- 1986).
- رئيسا لمركز الشباب الإجتماعي في مخيم شعفاط لعدة دروات.
- رئيسا لملتقى المثقفين المقدسي، وهو مؤسسة ثقافية تأسست عام 2003.
- عمل مستشارا ثقافيا لعدد من الأطر والمؤسسات الشبابية في مدينة القدس، منها: تجمع الاتحادات الرياضية في القدس – قدسنا، والمعهد العربي الرياضي، واتحاد الطلبة المقدسين.[7]

## الدراسات والأبحاث
- نشر عدد من الكتب والنشرات وصدر له منها:
- الدبلوماسية الفلسطينية (1984).
- الاستراتيجية الفلسطينية (1986).
- الدبلوماسية والاستراتيجية في السياسة الفلسطينية خلال قرن (1998).
- قضايا الشباب.. واقع مشاكل احتياجات (2004).
- الوجيز في قانون الإجراءات الجزائية الفلسطيني (2011).[8]
- شرح قانون العقوبات – القسم العام (2012).
- أصول علمي الإجرام والعقاب (2014).
- شرح الجرائم الواقعة على الإنسان (2016).
- شرح الجرائم الواقعة على الأموال (2016).
- شرح الجرائم الواقعة على المصلحة العامة (2017)، شرح الجرائم الواقعة على أمن الدولة (2019)، وأسباب انحراف الأطفال والشباب نحو الجريمة (2020).[9]

## الاعتقال
عانى أبو عفيفة في حياته من سياسة الإعتقال اذ اعتقله الإحتلال أول مرة عام 1980، ثم عام 1983، ثم بين عامي (1988-1990)، ومنعه الاحتلال من دخول الضفة والقطاع بين عامي (1985-1986)، ومنعه من السفر بين عامي (1978-1991).

## نظرته للإصلاح
- وقف ما وصفه بسياسة "الردح وكيل الاتهامات والتخوين" عبر وسائل الاعلام وخاصة المحطات الفضائية.
- طالب قيادات فتح التوقف فورا من خلال حديثهم  عن تقسيم الحركة الى- داخل وخارج- و- موالون وغير موالون- و- تيار ثوري وطني وتيار خائن عميل.
- سبب إنهيار فتح في غزة يعود الى عوامل منها اولها فتحاوية "الشللية والانقسام وعدم اخذ العبر من فشل الحركة في الانتخابات التشريعية الثانية والمماطلة في عقد المؤتمر السادس منذ عشر سنوات" وثانيها اسرائيلية.[10]